# Stiftkrone

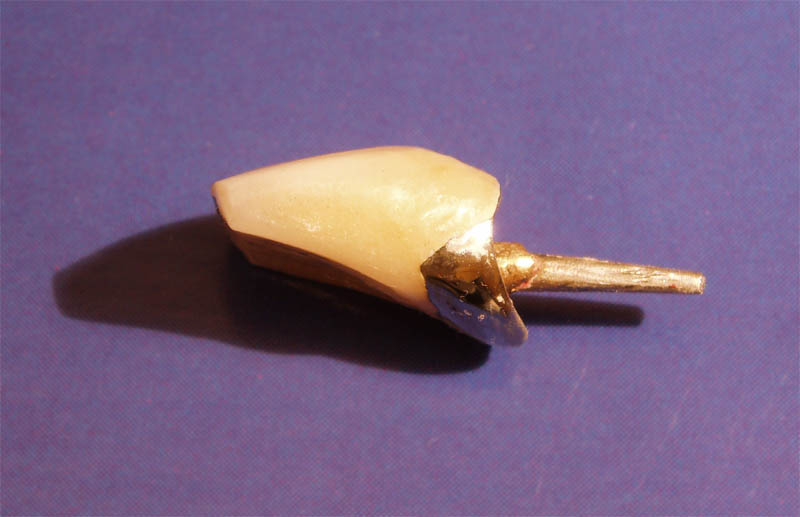
Stiftkrone

Stiftkrone und Stiftzahn sind veraltete Bezeichnungen für eine  Zahnkrone, die mit einem Stift im Zahn verankert ist. Wird ein Zahn, dessen natürliche Zahnkrone in ihrer Höhe derart reduziert ist, dass über den Zahnstumpf nicht genügend Retention für eine Vollguss-, Mantel- oder Verblendkrone erzielt werden kann, beispielsweise durch Zahnkaries oder Zahnfraktur, einer Wurzelkanalbehandlung unterzogen, kann man einen Stiftaufbau in den Wurzelkanal einbringen, um so den Zahn zu stabilisieren und eine Retention für die weitere Versorgung in Form eines Stumpfaufbaus zu erhalten. Dieser Aufbau wird dann in die richtige Form geschliffen, um darauf eine Krone anfertigen und einsetzen zu können.
In den Anfängen der prothetischen Versorgung wurden häufig Wurzelstift und Zahnkrone aus einem Stück gefertigt, das Resultat nannte man nach dem Entwickler  Marshall Logan, (Pennsylvania, 1844–1885) Logan-Krone (engl.: Logan crown) oder Stiftkrone. Heutzutage werden Stiftaufbau und Krone überwiegend getrennt angefertigt und nacheinander eingesetzt. Sollte eine Krone erneuert werden müssen, kann der Stiftaufbau im Zahn belassen werden.